# Michał Tendera
Michał Piotr Tendera (ur. 29 czerwca 1948 w Siemianowicach Śląskich) – polski kardiolog, profesor zwyczajny i kierownik (do 2014) III Katedry Kardiologii Śląskiego Uniwersytetu Medycznego w Katowicach. 

## Życiorys
Ukończył I LO im. Mikołaja Kopernika w Katowicach, po czym odbył studia medyczne na Śląskiej Akademii Medycznej w Katowicach, ukończone w 1972 r. Tytuł naukowy profesora nauk medycznych otrzymał w 1991 r. Przez wiele lat (do 2014) kierował III Kliniką Kardiologii w Górnośląskim Centrum Medycznym w Katowicach Ochojcu.
Jako pierwszy na Śląsku wykonał poszerzenie naczyń wieńcowych i założył pacjentowi stent. Na dorobek naukowy M. Tendery składa się szereg opracowań oryginalnych publikowanych m.in. w wiodących czasopismach medycznych, takich jak „The Lancet”, „Journal of the American College of Cardiology”, „Circulation” lub „European Heart Journal”. Był promotorem 15 doktoratów, w tym m.in. Andrzeja Ochały. 
W latach 1995–1998 był prezesem Polskiego Towarzystwa Kardiologicznego. W 1998 został członkiem zarządu Europejskiego Towarzystwa Kardiologicznego, gdzie w latach 2004–2006 piastował funkcję przewodniczącego. Jest członkiem Polskiej Akademii Umiejętności i Polskiej Akademii Nauk (członek korespondent 2013, członek rzeczywisty 2022). Ponadto jest członkiem honorowym Towarzystwa Internistów Polskich. Był też członkiem Centralnej Komisji do Spraw Stopni i Tytułów (Sekcja IV – Nauk Medycznych).
Jego ojciec, Paweł Tendera, profesor ekonomii, specjalizował się w rachunkowości. Jego żoną jest prof. Ewa Małecka-Tendera, pediatra, endokrynolog dziecięca.

## Nagrody i wyróżnienia
W 2016 r. znalazł się w zestawieniu 3 tysięcy najbardziej wpływowych naukowców świata (The World's Most Influential Scientific Minds 2015) agencji informacyjnej Thomson Reuters. W 2017 znalazł się na 6. miejscu „Listy stu najbardziej wpływowych osób w polskiej medycynie” w czternastej edycji plebiscytu organizowanego przez redakcję „Pulsu Medycyny”.
W 1998 r. został odznaczony Krzyżem Kawalerskim, a w 2017 Krzyżem Komandorskim Orderu Odrodzenia Polski (orderu nie przyjął).

Członkostwa honorowe:
- Romanian Society of Cardiology (1994)
- Croatian Society of Cardiology (2000)
- Czech Society of Cardiology (2000)
- Hungarian Society of Cardiology (2003)
- Slovak Society of Cardiology (2003)
- Polskie Towarzystwo Kardiologiczne (2005)
- Greek Society of Cardiology (2005)